# Fucking Hell
A Fucking Hell egy Németországban gyártott pilseni típusú, alsóerjesztésű világos sör. Az elnevezés német-angol szójáték: angolul a név vulgáris szitokszó, amelynek szó szerinti fordítása nagyjából ’kibaszott pokol’, míg németül a márkanév jelentése egyszerűen ’fuckingi világos’ (ahol Fucking egy gyéren lakott felső-ausztriai falu).
A sörmárkát 2010 márciusában jegyezte be az európai védjegyhivatal. A hivatal bejegyzési határozatában elutasította a név állítólagos sértő voltára vonatkozó panaszt. A Fucking Hellt az elnevezés ellenére nem Fuckingban, hanem a fekete-erdei Waldhaus sörfőzdében gyártják. A gyártó a Fucking Hell GmbH & Co. Handels KG nevű, berlini székhelyű cég.
A Fucking Hell 4,9% alkoholtartalmú, a szakértők szerint kifejezetten jó minőségű, komlós ízű sör, amely a pilseni típusú sörök déli válfajába tartozik.
A sör címkéjén egy angyal és egy ördög látható; az angyal az ördög szakállát húzza. Az arculatterv a Kai Thomas Design GmbH nevű marketingcég munkája.